# Stuart Wilkin
Stuart Wilkin (Woking, Inglaterra; 12 de marzo de 1998) es un futbolista de Malasia nacido en Inglaterra que juega en la posición de centrocampista con el Sabah FA de la Superliga de Malasia desde el año 2023.

## Carrera

### Club
| Periodo   | Club                   |
| --------- | ---------------------- |
| 2019–2020 | Metropolitan Police FC |
| 2021–2022 | Johor Darul Ta'zim II  |
| 2022      | → Sabah FA (cedido)    |
| 2023–     | Sabah FA               |

### Selección nacional
Decidió representar a Malasia por su descendencia. Debutó con Malasia el 9 de diciembre de 2022 en la victoria por 4-0 sobre Camboya en un partido amistoso en el Bukit Jalil National Stadium donde también anotó su primer gol internacional.
Wilkin también jugó en la Copa Asiática 2023 en Qatar donde jugó en todos los partidos.